# عمرة والعرس الثاني (فلم 2018)
عمرة والعرس الثاني هو فيلم كوميديا سوداء سعودي من بطولة شيماء الطيب ومحمد الحمدان وسارة الشامخ وخيرية نظمي وزينة حريري، ومن إخراج وتأليف وإنتاج محمود صباغ.
في تشرين الأول عام 2017، أعلن المخرج محمود صباغ عن عمله على فيلمه الطويل الثاني بعنوان عمرة والعرس الثاني، الفيلم تم تصويره بالكامل في المملكة العربية السعودية، وعرض في عام 2018 في أول عرض دولي له ضمن مهرجان لندن السينمائي الدولي، كما شارك بمهرجان القاهرة السينمائي الدولي في نسخته الأربعين.

## قصة الفيلم
يتكلم الفيلم عن عمرة وهي ربة منزل في الرابعة والأربعين من عمرها لها ثلاثة بنات، تكتشف فجأة ان زوجها المتقاعد ينوي الزواج من فتاة سورية تصغرها بعشرين عاماً انتقلت مع أسرتها للعيش في منزل مجاور، رغبة منه في الحصول على أولاد ذكور، تحاول عمرة خلال الفيلم فهم هذا الواقع الجديد، إما محاولة لتغييره أو للتكييف معه، فتبدأ حياتها في التفكك تزامناً لاخذ حل مناسب.

## وصلات خارجية
- «عمرة والعرس الثاني»... كوميديا سوداء لواقع اجتماعي مرّ على موقع جريدة الشرق الأوسط
- فِلْم “عَمْرة والعُرس الثاني”.. نحو مزيد من الرصانة على موقع مجلة القافلة